# NAVBLUE
NAVBLUE è una partecipata di Navtech, Airbus LUCEM e Airbus ProSky,  che sviluppa il software per le sue operazioni di volo di Airbus.
I suoi prodotti includono software per la pianificazione del volo, la garanzia di qualità degli aeromobili, l'analisi dei dati di volo, le mappe aeronautiche, dimensionamento e turnazione dell'equipaggio (crew planning), il bagaglio elettronico di volo e i dati di navigazione.
NAVBLUE ha sede a Waterloo, nell'Ontario, con una sede ulteriore a Tolosa, un ufficio di rappresentanza a Hersham, nel Regno Unito, che gestisce una rete di centri-satellite presenti in tutto il mondo.

## Storia
A metà degli anni 1980, Ray English, un pilota di Air Canada, concepì l'idea di realizzare un software capace di prevedere il fabbisogno di carburante degli aeromobili e ottimizzare il trasporto delle autocisterne che servivano la flotta di Air Canada. Con l'aiuto di alcuni collaboratori e della moglie Dorothy, un ingegnere del software autodidatta, realizzarono un sistema informatico di gestione di tutte le attività di volo.
Negli anni successivi, Navtech acquisì e si integrò a valle con alcuni dei suoi clienti come Wardair, American Trans Air, Nationair e Canada 3000. Il punto di forza di Navtech era quello di fornire alle piccole compagnie aeree un sistema interno che le rendeva completamente autonome dalle altre compagnie, mentre le aziende concorrenti Jeppesen, Compuflight e Borneman offrivano alle compagnie un servizio condiviso e centralizzato di pianificazione dei voli.
La funzionalità MTTa del software consentiva di calcolare il percorso migliore fra punto di partenza e di destinazione, in base ai dati meteorologici di vento e temperatura del momento, valutati in relazione all'altitudine di volo. Gli altri programmi esistenti all'epoca eseguivano un calcolo meramente basato sulle serie storiche e non sul contesto operativo del volo, aggiornato in tempo reale.
Lo sviluppo di Internet rese possibile la remotizzazione del software, non più eseguito negli aeromobili, che potevano chiedere e ottenere da terra la pianificazione del volo. Nel 1994, Navtech si fuse con Compuflight, un fornitore di servizi del settore che aveva sede a Long Island, e così la pianificazione iniziò a integrare anche un servizio di analisi delle piste di decolo e atterraggio degli aeromobili.
Nel 1998, il portafoglio di prodotti Navtech si ampliò con l'assorbimento della divisione Weather Service della Global Weather Dynamics Inc. (GWDI) di Monterey. L'anno dopo, Navtech acquisì la divisione britannica di Skyplan per ottenere velocemente una quota di mercato nel continente europeo.
Nel 2001, Navtech incorporò Airware Solutions, Inc. che forniva il più venduto sistema di schedulazione delle attività e turnazione del personale di volo. Un partenariato con Parallel Integrated Applications Systems metteva a disposizione delle compagnie aeree il proprio ottimizzatore di abbinamenti preferenziali.
Quattro anni più tardi, Navtech rilevò European Aeronautical Group, un gruppo fondato da Scandinavian Airlines, British Airways e numerosi produttori di avionica.
Nel 2015, seguì l'ingresso nel gruppo di DW International Limited, leader del settore del software PBN (Performance Based Navigation). Nel 2016, Airbus acquisì Navtech per unirla ad Airbus LUCEM e ad Airbus ProSky, dando vita a NAVBLUE.
Il 17 novembre 2016, NAVBLUE firmò un contratto triennale con la Vietnam Air Traffic Management Corporation e la Civil Aviation Administration del Vietnam per una riprogettazione completa del piano nazionale del traffico aereo, in collaborazione con le tre principali compagnie aeree e i due maggiori aeroporti per volumi di traffico annui: l'Aeroporto Internazionale Tan Son Nhat e l'Aeroporto Internazionale Noi Bai.

## Prodotti
Il primo prodotto di Navtech fu Navtech Flight Plan, in seguito venduto col nome commerciale di Nablue Flight Plan. Si tratta di un programma informatico di ottimizzazione dei costi associati alle operazioni di volo, che ha la funzione obbiettivo di minimizzare il tempo di volo, il consumo di carburante e i costi operativi in genere. Negli anni successivi, Navtech commercializzò due applicazioni informatiche per le prestazioni degli aeromobili:
- Navtech TODC, che fornisce calcoli personalizzati delle prestazioni di decollo e atterraggio;
- Navtech AODB, che fornisce i dati aeroportuali a partire dai quali vengono decise le manovre e le procedure di volo in fase di decollo e di atterraggio.

I prodotti di Navblue comprendono software per la creazione di grafici aeronautici, mappe di navigazione aeroportuale e di rotta nonché mappe destinate all'operatività degli elicotteri. Il sistema di crew planning e il Preferential Bidding System permettono di avere una turnazione aggiornata dei tempi di volo e delle riserve di volo in linea con le preferenze degli utenti e con i tempi di riposo normati da leggi e regolamenti, che si possono coniugare con un modulo opzionale che tiene conto anche delle necessità di addestramento dell'azienda. Pairing Optimizer è un'applicazione che associa i turni alle risorse umane, proponendo abbinamenti preferenziali dei membri dell'equipaggio a copertura di orizzonti di programmazione variamente estesi.
Anche dati di navigazione aeronautica alimentano o sono popolati dal software Navblue che è installato su sistemi di gestione di volo, simulatori di volo, sistemi di posizionamento a terra, simulatori di aeromobili, modellizzazione dello spazio aereo e sistemi di controllo del traffico aereo. Electronic flight bag è il modulo di remotizzazione delle manovre di volo, rese eseguibili da un laptop o un computer.